# Sergio Marqués Fernández
Sergio Marqués Fernández (Gijón, 4 d'agost de 1946 - ibídem, 8 de maig de 2012) va ser un polític asturià, president del Govern del Principat entre 1995 i 1999. Es va llicenciar en Dret per la Universitat d'Oviedo. Va ser membre d'Aliança Popular des de la seva fundació el 1977. Al setembre de 1993 va ser elegit vicepresident del Partit Popular (PP) asturià. En 1995 després de la renúncia de Isidro Fernández Rozada (president del PP asturià) va ser candidat del partit a les eleccions autonòmiques, de les quals va resultar vencedor amb majoria simple.2019
Entre 1973 i 1979 va dirigir una empresa de metallmecànica de Gijón. Entre 1979 i 1982 va treballar a Puerto Rico en l'instal·lació de plates industrials i les seues xarxes comercials amb Canadà, Estats Units i Mèxic.
Va ser diputat de la Junta General des de 1987 a 2003. A causa de diferències de criteri amb els dirigents del seu partit el va abandonar el 1998 i va fundar la Unió Renovadora Asturiana (URAS) el 2 de desembre d'aquest mateix any. Va governar en minoria fins a la fi de la seva legislatura el 1999. En 2004 va impulsar la creació d'Unió Asturianista, una coalició entre el seu partit i el Partíu Asturianista (PAS) de Xuan Xosé Sánchez Vicente. Candidat a la presidència de la coalició en les eleccions autonòmiques d'Astúries de 2007, va obtenir 13.338 vots (2,2%), amb els quals no va aconseguir escó.
Sergio Marqués va morir el 8 de maig de 2012 a causa d'un infart, a Gijón.